# Cyberlore Studios
Cyberlore Studios — компания-разработчик компьютерных игр. Была основана в Нортгемптоне, штат Массачусетс, США. С 1992 года, были созданы дополнения к играм:  MechWarrior 4: Vengeance, Heroes of Might and Magic II, Risk и Warcraft II: Tides of Darkness. Компанией также был разработан симулятор Playboy: The Mansion (2004), основанный на жизни Хью Хефнера (англ. Hugh Hefner) и его журнале Playboy. Наиболее известная игра компании — Majesty: The Fantasy Kingdom Sim.
В 2005 году, после краха их издателя — Hip Games — и увольнения 2/3 персонала, Cyberlore прекратила разработку обычных развлекательных игр. Сейчас, компания, под новым именем Minerva, сосредоточилась на рынке корпорационных обучающих серьёзных игр.

## Список игр
- Warcraft II: Beyond the Dark Portal (1996)
- Heroes of Might and Magic II: The Price of Loyalty (1997)
- Majesty: The Fantasy Kingdom Sim (2000)
- MechWarrior 4: Black Knight (2001)
- Playboy: The Mansion (2004)

### Невышедшие игры
- Emissary (1998) — FPS-шутер. Разрабатывался вначале на Build Engine, потом на Unreal Engine.